# Hemberedskap
Hemberedskap innebär att man gör förberedelser för att i en krissituation kunna täcka sitt eget och familjens basbehov under en begränsad tid. Många kriser och katastrofer gör att samhällets infrastruktur inte fungerar som normalt. Hemberedskap handlar därför om att kunna tillgodose basbehov av vatten, mat, värme och information när det exempelvis är elavbrott. Kriser leder ofta till att samhällets aktörer måste prioritera att hjälpa de som har svårast att klara sig själva: barn, äldre, sjuka och funktionsnedsatta. 
När hemberedskap och prepping först började talas om i Sverige handlade det ofta om att klara sig under 72 timmar, alltså tre dygn. Tiden har skiftat men även problematiserats. Försvarsberedningens föreslog i december 2017 att individen ska ha en beredskap för att klara sin egen försörjning och omsorg under en vecka utan stöd från det offentliga. I Sverige är det en rekommendation och inget lagstadgat krav att man ska ha en hemberedskap för ett visst antal dygn.

## Försök att öka människors hemberedskap
Under 2014 startade flera initiativ för att öka medborgarnas krisberedskapsförmåga. Myndigheten för samhällsskydd och beredskap (MSB) började sända poddradion Om krisen kommer, Civilförsvarsförbundet inledde kampanjen 72 timmar med informationsträffar om kommunens krisberedskap och hur man själv kan förbereda sig och Göteborgs stad genomförde en omfattande informationskampanj, kallad 72 timmar, om hur man som enskild kan bygga upp en hemberedskap för tre dygn. Under 2015 startade Mittmedia Podd 72 som tar upp prepping och egen hemberedskap.
Kampanjen Krisberedskapsveckan startade av MSB 2017. Kampanjen, som genomförs under en vecka i maj, startade för att öka människors beredskap men också för att kommuner ska bli bättre på att kommunicera lokala risker till sina invånare. Krisberedskapsveckan genomförs nationellt genom annonsering och på lokal och regional nivå av länsstyrelser och kommuner. Även organisationer som frivilliga försvarsorganisationer och vissa företag brukar uppmärksamma hemberedskap i samband med Krisberedskapsveckan.
2018 skickades broschyren Om krisen eller kriget kommer ut till Sveriges alla hushåll av MSB, på uppdrag av regeringen. Broschyren tar upp hur människor ska bli bättre förberedda på att hantera och lindra konsekvenserna av allvarliga olyckor, kriser och ytterst krig. Senaste gången en liknande broschyr skickades ut till alla Sveriges hushåll var 1961. Mittuppslaget av broschyren innehåller en checklista för hemberedskap. 

## Studier om människors hemberedskap
MSB har undersökt hur förberedd allmänheten är för ett långvarigt elavbrott. Den vanligaste förberedelsen, som 27 procent av de tillfrågade hade gjort, var att man hade tillgång till en alternativ värmekälla som kamin, öppen spis eller liknande. Majoriteten av de tillfrågade, 66 procent, trodde att de skulle klara sig utan samhällets stöd under minst tre dygn. En liknande studie gjordes året innan av företaget Infratek. Då trodde de flesta att de skulle klara sig under en vecka. Bara sex procent av de över tusen tillfrågade menade att de skulle klara sig kortare tid än tre dygn.

## Kritik mot 72 timmar
I USA har flera forskare och andra aktörer ifrågasatt om 72-timmarskampanjerna verkligen leder till att människor blir bättre förberedda för kriser. Ofta räcker det inte med information eller kunskap om en risker för att människor ska ändra ett beteende. Vid naturkatastrofer som kan slå ut hela samhällen blir också en tre dagars beredskap otillräcklig. Efter stormen Gudrun fick många hushåll klara sig utan hjälp från det offentliga under betydligt längre tid än så. MSB menar därför att 72-timmarsbudskapet riskerar att slå tillbaka mot ansvariga aktörer. Misstroendet kan växa om det offentliga inte förmår att lösa problemen på tre dygn. Begreppet 72 timmar sätter ofta fokus på individens och det enskilda hushållets förmåga. Avgörande för hur människor klarar en samhällskris beror istället på graden av solidaritet och medmänsklighet människor visar varandra. Det kan exempelvis vara genom att dela med sig av förnödenheter eller viktig utrustning.

## Andra länder
Ingen av de nordiska länderna har ett lagstadgat krav på att medborgarna ska klara sig själva vid en kris. Island är det nordiska land som har mest information, och störst förväntningar på hur medborgarna bör förbereda sig. USA hade 2003 en nationell informationskampanj som skulle öka medborgarnas krisberedskapsförmåga. Kanada har sedan 2006 en informationskampanj som uppmuntrar medborgarna att förbereda sig för kriser och självförsörjning för åtminstone 72 timmar. I kampanjen rekommenderas medborgarna att lära sig vilka risker som finns i närområdet, göra en krisplan och skaffa en nödväska. En krisplan brukar bland annat innehålla var den egna familjen ska samlas om man behöver evakuera och kontaktuppgifter till vänner/släktingar utanför närområdet.

## Referenslista
1. ↑  ”Ds 2017:66 Motståndskraft Inriktningen av totalförsvaret och utformningen av det civila försvaret 2021–2025”. Regeringskansliet. https://www.regeringen.se/4b02db/globalassets/regeringen/dokument/forsvarsdepartementet/forsvarsberedningen/ds-2017-66-motstandskraft-inriktningen-av-totalforsvaret-och-utformningen-av-det-civila-forsvaret-2021-20252.pdf. Läst 19 december 2019.
2. ↑  ”2015/16:RFR3 Om krisen eller kriget kommer -  en uppföljning av informationsinsatser till allmänheten om den enskildes ansvar och beredskap”. http://data.riksdagen.se/fil/344B21BF-DE5B-4C67-A5B4-8256F1FE0470. Läst 12 januari 2016.
3. ↑  Asp, Viktoria (2015). Enskildas ansvar och agerande vid kriser - offentliga aktörers bedömningar. sid. 4. http://fhs.diva-portal.org/smash/get/diva2:862321/FULLTEXT01.pdf. Läst 12 januari 2016
4. ↑  ”Podd72 - Om att vara redo, och om kriser, katastrofer, prepping, säkerhetspolitik och informationskrig.”. Podd72. Arkiverad från originalet den 5 mars 2016. https://web.archive.org/web/20160305000111/http://blogg.mittmedia.se/podd72/. Läst 11 januari 2016.
5. ↑  ”Krisberedskapsveckan - stärkt beredskap och bättre riskkommunikation”. Myndigheten för samhällsskydd och beredskap. Arkiverad från originalet den 14 december 2019. https://web.archive.org/web/20191214030802/https://www.msb.se/sv/amnesomraden/krisberedskap--civilt-forsvar/samlat-stod-till-kommuner/krisberedskapsveckan/. Läst 19 december 2019.
6. ↑  Markör. ”MSB Allmänhetens krisberedskap”. sid. 14. Arkiverad från originalet den 23 december 2016. https://web.archive.org/web/20161223202708/https://www.msb.se/Upload/Forebyggande/Krisberedskap/Allmanhetens%20krisberedskap/Allm%C3%A4nhetens%20krisberedskap%20-%20Huvudrapport.pdf. Läst 12 januari 2016.
7. ↑  ”Msb.se - Trots låg riskmedvetenhet känner människor ansvar inför samhällskriser”. www.msb.se. Arkiverad från originalet den 9 december 2015. https://web.archive.org/web/20151209101509/https://www.msb.se/sv/Om-MSB/Nyheter-och-press/Nyheter/Nyheter-fran-MSB/Trots-lag-riskmedvetenhet-kanner-manniskor-ansvar-infor-samhallskriser/. Läst 12 januari 2016.
8. ↑  Asp, Viktoria (2015). Enskildas ansvar och agerande vid kriser - offentliga aktörers bedömningar. sid. 38. http://fhs.diva-portal.org/smash/get/diva2:862321/FULLTEXT01.pdf. Läst 12 januari 2016
9. ↑  ”2015/16:RFR3 Om krisen eller kriget kommer -  en uppföljning av informationsinsatser till allmänheten om den enskildes ansvar och beredskap”. sid. 31-32. http://data.riksdagen.se/fil/344B21BF-DE5B-4C67-A5B4-8256F1FE0470. Läst 12 januari 2016.
10. ↑  ”2015/16:RFR3 Om krisen eller kriget kommer - en uppföljning av informationsinsatser till allmänheten om den enskildes ansvar och beredskap”. sid. 32. http://data.riksdagen.se/fil/344B21BF-DE5B-4C67-A5B4-8256F1FE0470. Läst 22 december 2015.
11. ↑  ”2015/16:RFR3 Om krisen eller kriget kommer - en uppföljning av informationsinsatser till allmänheten om den enskildes ansvar och beredskap”. sid. 33. http://data.riksdagen.se/fil/344B21BF-DE5B-4C67-A5B4-8256F1FE0470. Läst 22 december 2015.
12. ↑  ”Make an emergency plan”. www.getprepared.gc.ca. http://www.getprepared.gc.ca/cnt/plns/mk-pln-en.aspx. Läst 12 januari 2016.